# Iuri Koriatovici
Iuri Koriatovici (sau Jurgis Karijotaitis; d. 1375) a fost nobil lituanian, unul din fii cei mai vârstnici ai lui Karijotas, duce de Navahrudak și Vaŭkavysk.
Născut în jurul anului 1328, a fost unul din negociatorii armistițiilor din 1355 și 1366 din perioada războaielor dintre Galiția și Volânia. Ca răsplată pentru eforturile sale, a primit în 1366 posesia orașului Chelm. A mai luat parte la bătălia de la Apele Albastre împotriva Hoardei de Aur. 
În 1374, spre sfârșitul domniei lui Lațcu, Iuri Koriatovici a încercat să pună stăpânire pe Moldova. La 4 iulie 1374 a emis o proclamație la Bârlad prin care declara că este conducătorul de fapt al Moldovei. Iuri nu a reușit însă să-și atragă sprijinul boierilor moldoveni, care în 1375 l-au otrăvit. Se pare că a murit la Vaslui și a fost înmormântat la Bârlad.
Iuri Koriatovici este fratele Anastasiei Koriatovici, soția domnitorului Roman I al Moldovei.